# Krîvciunka, Jașkiv
Krîvciunka (în ucraineană Кривчунка) este o comună în raionul Jașkiv, regiunea Cerkasî, Ucraina, formată numai din satul de reședință.

## Demografie
Componența lingvistică a comunei Krîvciunka
     Ucraineană (99,13%)
     Alte limbi (0,87%)
Conform recensământului din 2001, majoritatea populației comunei Krîvciunka era vorbitoare de ucraineană (99,13%), existând în minoritate și vorbitori de alte limbi.

## Legături externe
- pl Krywczunka în Dicționarul geografic al Regatului Poloniei și al altor țări slave, volum IV (Kęs — Kutno) anul 1883

- pl Krywczunka în Dicționarul geografic al Regatului Poloniei și al altor țări slave, volum XV, p. 2 (Januszpol — Wola Justowska)1902